# Suncheon
Suncheon (Sunchon-shi) es una ciudad surcoreana perteneciente a la provincia de Jeolla del Sur.

## Ciudades hermanadas
- Jinju, Corea del sur
- Columbia, Estados Unidos
- Ningbo, China

## Acuerdos de colaboración
- Zaragoza, España[1]